# Иванова, Юлия Анатольевна
Юлия Анатольевна Иванова (род. 9 сентября 1985, Сосногорск, Коми АССР) — российская лыжница, бронзовый призёр чемпионата мира 2013 года в эстафете, многократная чемпионка России. Выступала за Ярославскую область (Рыбинск, «Сатурн») и Республику Коми. Участница Зимних Олимпийских Игр Сочи 2014. Завершила карьеру в 2018 г .  В настоящее время является тренером частной лыжной школы I Love Skiing.. Ведет свой youtube канал "Лыжи с Юлей Ивановой".

## Спортивная карьера
Юлия Иванова начала заниматься лыжным спортом в 7-летнем возрасте. С 15 лет выступает в официальных соревнованиях. В 2004 году впервые выступила на Кубке мира. В 2011 году добилась первого серьёзного успеха — выиграла бронзовую медаль в составе эстафеты на кубковом этапе. В 2013 году завоевала бронзовую медаль в эстафете 4×5 км на чемпионате мира 2013 года в Валь-ди-Фьемме (в личных гонках лучший результат — 11 место в скиатлоне). На этапах Кубка мира — один индивидуальный подиум (2-е место в спринте в 2012 году). На Олимпиаде в Сочи выиграла свой этап эстафеты.